# Kazimir Vulić
Kazimir Vulić est un footballeur yougoslave puis international croate né le 10 juin 1967 à Posedarje (Yougoslavie, aujourd'hui en Croatie).

## Palmarès
Hajduk Split
- Champion de Croatie en 1995.
- Vainqueur de la Coupe de Croatie en 1995.
- Vainqueur de la Supercoupe de Croatie en 1994.

## Sélections
- 2 sélections et 0 but avec la  Croatie en 1992.